# Stephen Dixon

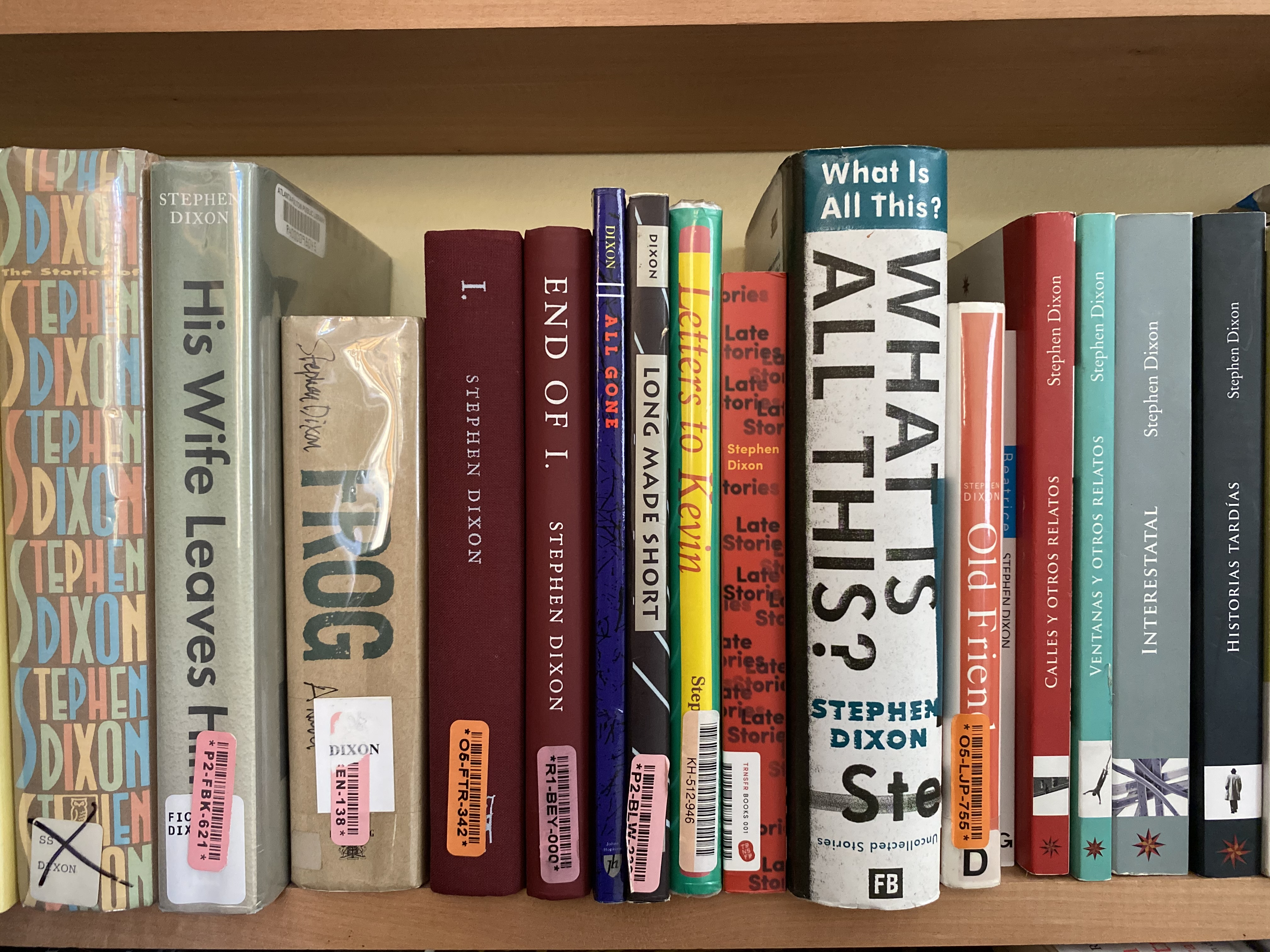
Libros de Stephen Dixon en Santiago de Chile

Stephen Bruce Ditchik (Manhattan, 6 de junio de 1936-Towson, 6 de noviembre de 2019), más conocido como Stephen Dixon, fue un escritor y periodista estadounidense. Llamado un «escritor de escritores», publicó dieciocho novelas y libros de cuentos de carácter humorístico y experimental, muchas veces protagonizados por personajes escritores, donde trató temáticas de la vida cotidiana como las relaciones amorosas, el paso del tiempo y el envejecimiento.
Durante su trayectoria literaria, recibió los premios O. Henry y Pushcart, y sus novelas Frog (1991) e Interstate (1995) fueron nominadas al Premio Nacional del Libro. Además, varios de sus relatos fueron compilados en diferentes antologías de la literatura norteamericana.

## Reseña biográfica
Stephen Dixon nació el 6 de junio de 1936 Manhattan, en la ciudad de Nueva York. Fue el quinto de siete hijos (cuatro hombres y tres mujeres) del matrimonio formado por Florence Leder, decoradora de interiores, corista y reina de belleza, y Abraham M. Ditchik, odontólogo. Creció en Manhattan. Dixon se graduó en el City College de la ciudad de Nueva York en 1958 y ejerció diversos oficios: periodista en Washington D. C., profesor de escuela primaria, camarero y vendedor en Bloomingdale’s, hasta 1980, año en que comenzó como profesor de escritura creativa en la Universidad Johns Hopkins, donde trabajó hasta el año 2007.
En 1982 contrajo matrimonio con Anne Frydman, académica de literatura rusa, especializada en Anton Chejov, fallecida en 2009 a causa de una esclerosis múltiple, tuvieron dos hijas: Antonia y Sophia Frydman. Hasta 1980, el matrimonio vivió en un departamento en Nueva York y en 1994 se mudaron a una casa en la localidad de Ruxton, cercana a la ciudad de Towson, Maryland. 
Stephen Dixon falleció a los ochenta y tres años en un centro de salud de la ciudad de Towson, en Maryland, el 6 de noviembre de 2019, a causa de una neumonía y de las complicaciones derivadas de la enfermedad de Parkinson.

## Carrera literaria
Los primeros acercamientos a la literatura por parte de Stephen Dixon tuvieron lugar en su infancia:

me convertí en lector a eso de los diez años. Mi libro favorito durante un buen tiempo fue Toby Tyler Joins the Circus, de James Otis. Home Run Hennesy, de Charles Lawton, era otro de mis favoritos. Pero también leí a Turgenev,  Padres e hijos, porque pensaba que era un libro para chicos. No recuerdo haber entendido demasiado. Nadie en mi familia me alentó a leer, leí por imitación: dos de mi hermanos eran ávidos lectores, Donald y Jim, y también lo era mi mamá. No así mi papá. Él leía artículos relacionados con su profesión. A eso de los 14 o 15 leí una versión abreviada de Crimen y castigo y eso me inició en la literatura seria y no he leído otra cosa que ese tipo de literatura desde entonces.
Stephen Dixon

Comenzó a escribir relatos mientras trabajaba como periodista en la ciudad de Washington D. C.:

Empecé a escribir en serio cuando trabajaba como periodista en Washington DC, en 1959. Antes de eso escribía a borbotones, poesía y cuentos cortos, pero nada que realmente funcionara. Empecé a escribir en Washington porque tenía poco que hacer a la noche además de leer y beber demasiado mientras leía. Era escribir o convertirme en el periodista alcohólico más lector de Washington. Así que escribí. Por supuesto, el primer cuento fue acerca de un periodista en Washington que lee mucho pero también toma mucho y el único modo en que se imagina esquivando el destino de periodista alcohólico más leído de todo Washington es escribiendo ficción. Una vez que descubrí el placer de escribir todos los días después del trabajo y en mis días libres, nunca me detuve y he estado escribiendo continuamente por los 55 años siguientes.
Stephen Dixon

El primer relato publicado por Stephen Dixon fue el cuento The Chess House, aparecido en el número 29 de la revista The Paris Review, en 1963. En 1976 publicó el primer libro de cuentos, No relief, mientras que en 1977 publicó la primera novela, Work, ambos con la editorial Street Fiction Press. Publicó dieciocho libros de relatos y dieciocho novelas, aunque la distinción es problemática ya que muchas de sus novelas se componen de fragmentos que podrían considerarse relatos independientes y muchos libros de relatos podrían considerarse interconectados, constituyendo una especie de novela. En 1991 publicó Frog, que interconecta cuentos con relatos más extensos; en 1997, Gould, novela hecha de dos novelas; y en 1999 publicó 30, presentada como pedazos de novela. En 1999 publicó Sleep, su último libro de relatos tradicional. Según Dixon, desde 1985, casi todos sus relatos «han formado parte de obras largas, ya sea novelas o colecciones de historias interrelacionadas. He escrito muy pocos cuentos desde entonces (creo Long Made Short —1993— es mi última colección de relatos que no están vinculados entre sí). Y sólo un par de veces comencé una novela con una idea preconcebida, me refiero a una novela decimonónica que obedeciera a un concepto».
De su producción literaria, destacan las novelas Frog (1991) e Interestatal (1995), ambas finalistas del Premio Nacional del Libro (National Book Award). Algunos de sus obras de relatos han ganado la mayoría de los premios literarios más importantes, incluyendo el O. Henry Award y el Pushcart Prize. Además, ha sido acreedor de los honores de la Fundación Guggenheim, de la Fundación Nacional para las Artes y de la Academia Estadounidense de las Artes y las Letras.[cita requerida]

## Estilo
Dixon fue un escritor para escritores: «Supongo que me llaman un "writer´s writer" porque escribo lo que tengo ganas; no lo hago con el fin de gustarle a las editoriales, los medios o los agentes. Escribo para mí mismo en primer lugar, y luego para los lectores. Publico mucho, pero publicar nunca fue un objetivo primordial en mi caso», con un lenguaje directo, conciso y seco, con ausencia de retórica: «Intento que mi prosa sea clara, y para lograr eso evito las metáforas, las florituras, el lenguaje figurado y la sofisticación»; por el contrario, la estructura de sus narraciones son altamente experimentales, adaptándose a la historia o personajes, como en la novela Interestatal (1995), en que la historia de un padre que pierde a su hija en la carretera es contada de ocho maneras diferentes. «Sus relatos bucean en la sinuosidad del pensamiento y la manera en que las emociones continuamente desobedecen los mandatos de la razón. De esa contradicción, sutil y tirante a la vez, son fiel reflejo sus personajes, mientras que la narración va siguiendo el torbellino de sus mundos interiores con un realismo extraordinario. La inseguridad, las paranoias, los fantasmas personales, el juego de roles en una pareja (donde uno siempre ocupa el lugar opuesto al otro para compensar sus carencias y excesos), los miedos por los hijos, la insatisfacción y el fracaso, son temas sobre los que Dixon vuelve una vez y otra desde un ángulo distinto, con recursos narrativos siempre novedosos. A menudo también contrapone los diversos puntos de vista alrededor de un suceso que los enfrenta y los reúne como en una danza de sensaciones. Por todo esto suele hablarse de su hiperrealismo experimental».
Otro aspecto que se ha destacado del estilo de Dixon es el sentido del humor de sus narraciones, aun cuando estas tratan situaciones dramáticas o trágicas:

Se me conoce por ser un tipo gracioso y la verdad es que es algo que me gusta. El humor me llega con bastante facilidad. Creo que no hay suficiente humor en la literatura que se tiene por importante o trascendente, tal vez porque muchos escritores se toman su oficio demasiado en serio. O simplemente no son graciosos. A menudo suelen ser inteligentes e incluso ingeniosos, pero eso no es lo mismo. Uso el humor cuando la acción lo requiere. Nuestras vidas, tristes y trágicas como a veces pueden serlo, también consisten en humor.Sé que me gusta reírme cuando leo la ficción de alguien, pero eso sucede rara vez.Kafka puede ser divertido. Bernhard no mucho. En Chejov, hay momentos en que sus personajes y situaciones pueden ser divertidos. El humor es muy importante en mi trabajo. La tragedia y el humor pueden estar en la misma página. Y sí, creo que soy un escritor divertido, sin olvidar nunca el significado de las emociones. Por otra parte, es cierto lo que señala:soy judío, aunque no un judío practicante. Pero me criaron como judío, hice el bar mitzvá en una sinagoga ortodoxa, fui a un campamento judío ortodoxo todos los veranos cuando era niño, y durante mucho tiempo me sentí profundamente identificado con mis raíces, mis vínculos culturales y mi influencia judaica. Ese es el tipo de judío que soy. Supongo que parte de mi humor puede ser descrito como judío.
Stephen Dixon

El humor del absurdo y del grotesco tiñen todos los acontecimientos por muy trágicos que puedan a priori parecer. Así, una serie de peleas inexplicables entre desconocidos en la calle que termina con varias muertes; un hombre que se revela contra la muerte de su mujer y, para olvidarla, se va desnudando de sus prendas íntimas en el colectivo; un hombre que juega a disparar balas con sus dedos hasta que, sin querer, le apunta a su esposa; otro que, mientras se resiste a que le amputen la pierna y planea suicidarse, escucha las conversaciones de todos los que pasan por su habitación en el hospital; un suicida cuya bala y cuyas cartas de despedida repercuten en la vida cotidiana de toda una manzana; un hombre muy enamorado que enloquece frente al balcón de su amada, y otro que se imagina todas las formas en que pudo haber salvado a un niño que caía desde un piso alto, son sólo algunos de los disparatados casos que desfilan en sus páginas.
Mariana S.

Estas particularidades han llevado a críticos o autores a considerarlo como un escritor secreto y a destacar su carácter insular: «las novelas de Stephen Dixon no son novelas exactamente. Los cuentos de Stephen Dixon no son cuentos exactamente. Unas y otros son otra cosa; lo que -ya desde un punto de vista genérico- determina desde el principio la condición insular de Stephen Dixon».

## Influencias y repercusión
Acerca de sus influencias literarias, Dixon dijo no haber sido influenciado directamente por otros autores: «En realidad, no siento haber sido influenciado por ningún escritor. Bueno, quizás los relatos breves de Hemingway sí que tuvieron algún tipo de ascendente, pero eso fue hace casi 60 años y yo no estaba al tanto. Luego intenté ser fiel a mí mismo, a la historia que buscaba contar». Sin embargo, reconoció haber leído con satisfacción a los escritores Thomas Bernhard, Samuel Beckett, James Joyce, Antón Chéjov, Fiódor Dostoyevski, Albert Camus, Nikolái Leskov, William Faulkner, Gabriel García Márquez, Roberto Bolaño, Franz Kafka, Malcolm Lowry, Flannery O'Connor, Doris Lessing, León Tolstoy, Thomas Mann, Saul Bellow, Ralph Ellison, Richard Wright y Bernard Malamud, entre otros.
A pesar del reconocimiento de ciertos premios y de ser un autor respetado por otros escritores, no ha contado con un vínculo editorial estable: «He tenido quince editores en Estados Unidos para treinta libros de ficción. Los editores siempre me están señalando la puerta de salida cuando les llevo un libro nuevo porque hacen poco dinero conmigo. No tengo agente, algo que podía ayudar, porque entiendo que se meten en mi camino. No quiero que me digan qué escribir. Soy un escritor que no necesita editor».

No haber sido tan exitoso ha sido de gran ayuda en mi escritura, porque no siento que alguien esté esperando algo de mí. Estoy a solas. Y creo que el éxito mata al escritor, tarde o temprano. A mí no me ha matado porque no he tenido éxito. Sí siento que mi escritura es digna de éxito, pero no quiero que sentimientos como esos me impidan escribir. Si no, estaría sentado todo el día quejándome, pensando ¡¿por qué no soy tan exitoso como Philip Roth?! ¿Por qué no gano el dinero que él gana? Para poder ayudar a mis hijas en sus vidas con dinero que gano de mi escritura, por ejemplo. No. Por eso es que me puse a enseñar. Empecé a enseñar por que me daba un ingreso fijo con el que mantener a mi esposa y a mis hijos, cobertura médica. Y así fue como no tuve que escribir basura. Podía escribir lo que quisiera. Y si a los editores no les interesaba, ningún problema. De hecho, toda mi escritura se ha demorado. Algunos libros demoraron hasta nueve años en ser editados después de escritos. A mi mejor colección de cuentos, Love and Will, le llevó ocho hasta que un editor se interesó por ella. No trato con agentes y los agentes no quieren tratar conmigo, porque mis libros no generan ganancias. Los editores me dicen: "No sabríamos cómo venderte". Eso está bien. No quisiera que nada distraiga o destruya el placer más grande que tengo en la vida, que viene de escribir. Sé que en los años que me quedan estaré escribiendo. Hasta el día en que me muera. Tendrán que despegar los dedos del teclado de la máquina de escribir para deshacerse de mí.
Stephen Dixon

## Obra

### Novela
- Work (Street Fiction Press, 1977)
- Too Late (Harper & Row, 1978)
- Fall & Rise (North Point Press, 1985)
- Garbage (Cane Hill Press, 1988)
- Frog (British American Publishing, 1991)
- Interstate (Henry Holt, 1995; editada en castellano como Interestatal, Eterna Cadencia Editora, 2016, ISBN 978-987-712-098-1)
- Gould (Henry Holt, 1997; editada en castellano con el mismo título, Eterna Cadencia Editora, 2023)
- 30: Pieces of a Novel (Henry Holt, 1999)
- Tisch (Red Hen Press, 2000)
- I. (McSweeney's, 2002)
- Old Friends (Melville House Publishing, 2004)
- Phone Rings (Melville House Publishing, 2005)
- End of I. (McSweeney's, 2006)
- Meyer (Melville House Publishing, 2007)
- Story of a Story and Other Stories: A Novel (Fugue State Press, 2012)
- His Wife Leaves Him (Fantagraphics Books, 2013)
- Letters to Kevin (Fantagraphics Books, 2016; editada en castellano como Cartas a Kevin, Eterna Cadencia Editora, 2024)
- Beatrice (Publishing Genius, 2016)

### Cuento
- No Relief (Street Fiction Press, 1976)
- Quite Contrary: The Mary and Newt Story (Harper & Row, 1979)
- 14 Stories (Johns Hopkins, 1980)
- Movies: Seventeen Stories (North Point Press, 1983)
- Time to Go (Johns Hopkins, 1984)
- The Play and Other Stories (Coffee House Press, 1988)
- Love and Will: Twenty Stories (Paris Review Editions / British American Publishing, 1989)
- All Gone: 18 Short Stories (Johns Hopkins, 1990)
- Friends: More Will and Magna Stories (Asylum Arts, 1990)
- Long Made Short (Johns Hopkins, 1994)
- The Stories of Stephen Dixon (Henry Holt, 1994)
- Man on Stage: Play Stories (Hi Jinx Press, 1996)
- Sleep (Coffee House Press, 1999)
- The Switch (Rain Taxi, 1999)
- What Is All This?: The Uncollected Stories of Stephen Dixon (Fantagraphics Books, 2010)
- Calles y otros relatos (Eterna Cadencia Editora, 2014, ISBN 978-987-712-023-3)
- Ventanas y otros relatos (Eterna Cadencia Editora, 2015, ISBN 978-987-712-024-0)
- Late Stories (Trnsfr Books, 2016; editado en castellano como Historias tardías, Eterna Cadencia Editora, 2018, ISBN 978-987-712-157-5)
- Dear Abigail and Other Stories (Trnsfr Books, 2019)
- Writing, Written (Fantagraphics Books, 2019)